# 죽음의 신

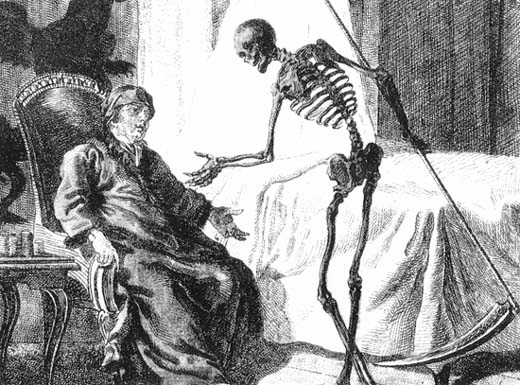
사신에 대한 묘사. 대낫을 들고 있는 해골의 모습으로 묘사되어 있다.

죽음의 신, 사신(死神), 저승사자(監齋使者)는 인간을 비롯한 생물의 죽음을 인도하거나 관리하는 신이다. 영어로는 그림 리퍼(Grim Reaper)라고 부른다.
죽음의 신이라는 존재는 역사가 시작한 이래 여러 문명권에서 등장하기 시작하였다. 가장 대표적인 형태인 낫과 검은 망토, 후드를 걸친 해골의 모습을 한 서양의 사신은 15세기부터 등장하여 현재까지 이어져 내려오고 있으며, 성경에서 유래된 "죽음의 천사"라는 이름으로 불리기도 한다.
한편 사신은 희생자의 목숨을 자의적으로 빼앗을 수 있으나, 그리스 신화에서의 시시포스처럼, 어떤 경우에는 이를 속이거나 매수하여 목숨을 보존할 수도 있다고 전해진다. 또 한편으로는 사신에게는 자의적으로 사람의 목숨을 빼앗을 권한이 없으며, 그저 임종을 맞이한 자의 영혼을 육신으로부터 단절시키고 저승으로 인도하는 역할만을 수행한다고도 한다.
대부분의 문명권에서 사신은 남성적인 모습으로 묘사되나, 슬라브 문명권과 같이 여성의 모습으로 묘사되는 경우도 있다.

## 신화

### 인도
힌두교 경전에서는 야마라는 죽음의 군주가 존재한다. 야마는 검은 물소를 타고 밧줄로 된 올가미를 들고 다니며 죽은 자를 야말록이라는 죽은 자의 공간으로 돌려보낸다고 한다. 또한 야마두트라 불리는 여러 명의 사신이 존재하는데, 이들은 역시 죽은 자들을 야말록으로 돌려보내는 역할을 하며 그 중 한 명은 자신을 어린아이의 모습으로 위장하고 다닌다고 한다. 이 때 각 사람들의 업보는 치타굽타라는 신에 의해 낱낱이 기록되었다가, 후에 야마가 그 영혼을 내세에 어떤 곳에서 살게 할 것인지를 결정하도록 한다고 하는데, 이는 힌두교의 윤회 교리를 대변하는 것이다. 야마는 또한 마하바라타에서 뛰어난 철학자이며 최상층 브라만에게 매우 헌신적이라고 한다.

### 중국
인도의 야먀신화가 중국으로 넘어가 염라대왕이 사후세계(지옥)의 지배자이자 죽음의 신으로 등장한다.

### 그리스

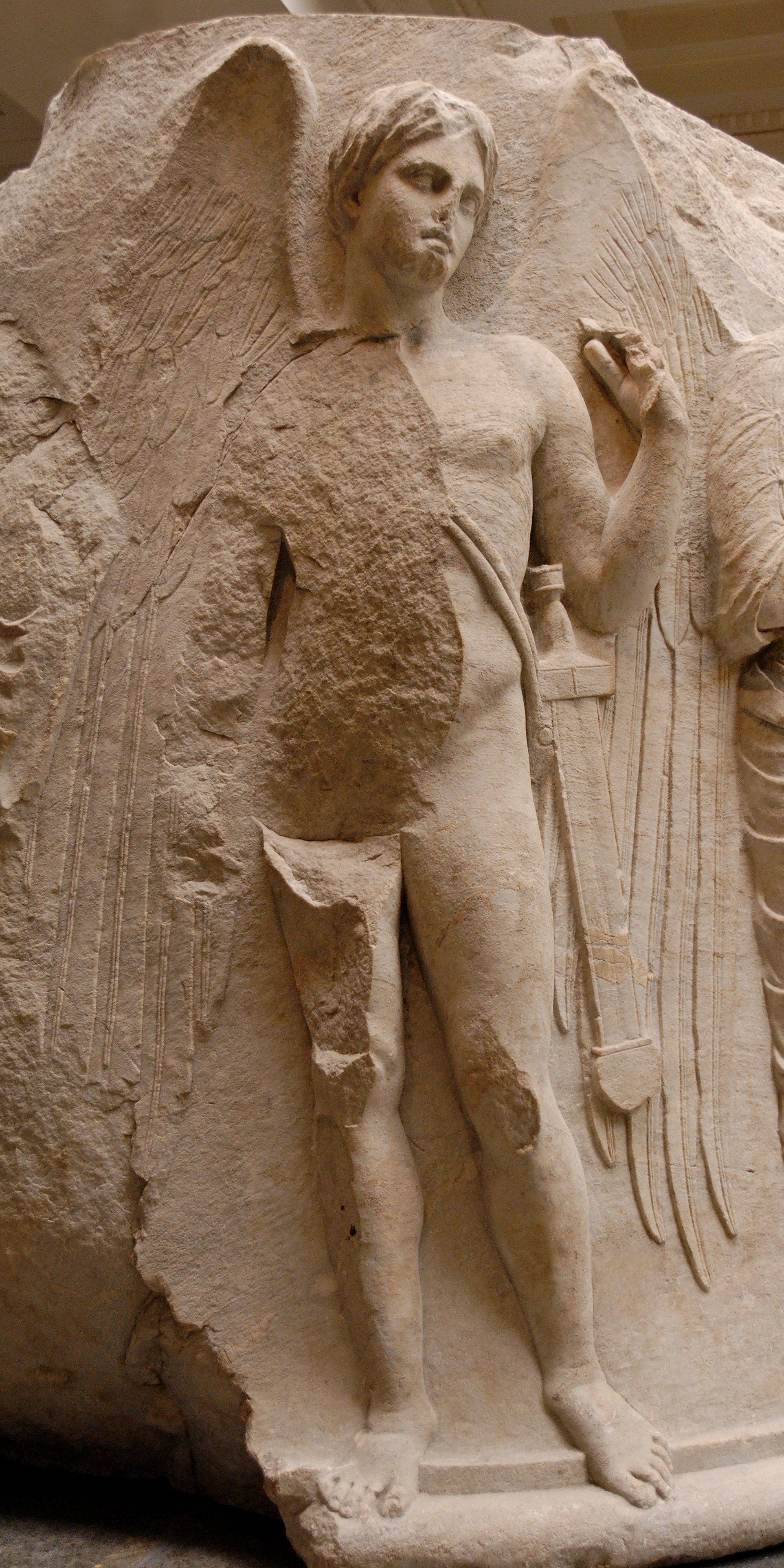
날개 달린 어린아이의 모습으로 묘사된 타나토스. 아르테미스 신전 벽화.

고대 그리스에서는 사신을 불가항력의 존재로 여겼는데, 때문에 사신이란 존재를 순수한 악의 존재로 여기지는 않았다. 사신은 주로 날개와 수염을 가진 남성으로 묘사되었으나, 한편으로는 어린 소년의 모습으로 그려지기도 했다. 이는 타나토스란 명칭으로 불렸고, 삶과 반대되는 개념으로 작용하여, 죽음은 곧 남성, 삶은 여성으로 대표되었다. 사신으로서의 타나토스는 잠의 신 힙노스의 쌍둥이 형제로, 주로 그와 함께 등장하며 선하고 온화한 존재로 묘사되고 있다. 타나토스는 죽은 자를 하데스의 왕국으로 인도하는 역할을 하며, 스틱스 강의 카론에게 죽은 자를 넘김으로써 그 역할을 끝마치는 것으로 되어 있다. 한편 카론은 현대에는 서양권에서 주로 표현되는 검은 망토에 낫을 든 해골의 이미지로 묘사되기도 하며, 죽은 자를 스틱스 강 너머로 데려다 주기 전 뱃삯을 받지 못하면 그를 하데스의 왕국으로 인도하는 것을 거부하게 되며, 이렇게 남겨진 죽은 자는 100년 간을 스틱스 강가에서 떠돌아야 한다고 하여 그리스에서는 죽은 사람의 입 안에 동전을 넣는 관습이 생기기도 하였다. 또, 타나토스에게는 케레스라는 여동생들이 있는데, 이들은 사람들의 전쟁, 질병, 암살 등으로 인한 요절과 관련이 있으며 죽은 자의 영혼이 하데스의 왕국으로 간 후 그 육신으로부터 흡혈을 하여 배를 채운다고 하여 타나토스와 달리 악한 존재로 묘사된다. 이들은 송곳니와 발톱, 핏빛 의복을 입고 있다.
야마는 달마라지, 혹은 달마, 정의의 왕으로도 알려져 있다. 여기서 정의는 모든 산 자와 죽은 자에게 그들이 업보나 운명에 따라 공정하게 행해진다고 하며, 이 교리는 판다바 중 맏이이며 정의의 화신으로 불리는 유디슈티라가 쿤티가 야마에게 기도하여 태어났다는 종교적 사실로 더욱 확고히 입증된다.

### 한반도
한국에서의 저승사자는 무서운 집행관의 모습을 연상하고 있다. 무엇보다 죽음과 망자, 영혼이라는 음습한 개념에 가까이 있는 존재치고는 의외로 인간미가 부여된 존재라는 것이 특징이다. 망자의 사정을 봐주어 유예기간을 주거나 영혼 상태로 일을 해결한 후에 저승으로 갈 수 있도록 돕기도 하고, 뇌물을 받아 수명을 연장시킨다거나 망자가 살던 가택신들과 옥신각신하며 직무에 지장을 빚는 등 아무리 봐도 저승의 존재라고는 상상도 못할 정도로 인간과 흡사한 이야기가 많이 돌고 있다. 실제로 전근대사회에서 민중들이 인식하는 저승사자는 인간과 비슷하다고 여겨지는 듯 하다. 대표적인 사례가 '사잣밥'으로, 우리나라의 전통 장례 풍습 중에서 저승사자들에게 사잣밥을 차려주면서 예를 올린다. 사자의 영혼을 저승까지 안전하게 인도하는 것에 대한 답례도 있으며 저승사자에게 잘못을 해도 차려주고 진심으로 사죄한다.
물론 엄연히 망자를 저승으로 인도하는 저승사자인 만큼, 망자가 저승사자를 잔머리로 속여서 저승에 가지 않으려고 저승사자가 역으로 제압한다. 저승사자가 보이면 꼼짝없이 죽어서 따라가는 원인이
고인이 되었기 때문이다.
한국에서 흔히 알려진 외형은 창백한 얼굴에 검은 입술, 매우 큰 키, 날카로운 눈매, 검은 두루마기에 갓을 쓰고 있다. 전통적으로 저승사자는 탱화에 나올법한 화려하고 근엄한 복식이다. 일반적으로 서류절차를 확실히 하기 위해서 본인 확인을 위한 명부와 붓을 갖고 다닌다. 그러나 병원에서 살아있는 사람을 사망했다고 처리했기 때문에 눈떠보니 생매장당했다는 걸 알게 될 때가 있는경우는 저승사자가 잘못 데려와서 염라대왕한테 당하고 이승으로 되돌려보내는 사례를 심심치않게 찾아볼 수 있다. 그런데 진짜 재수 없으면 이미 매장까지 끝났기 때문이다.

### 일본
고사기에 따르면, 불의 신 카구츠키를 낳은 후 이자나미는 이를 낳을 때 입은 화상으로 인해 사망한 후 요미라는 황천으로 떨어지게 되었으며, 그 남편이었던 이자나기는 그녀를 되살리기 위해 황천으로 여행을 떠났으나 이에 실패하였다. 이 때 그는 이자나미가 이전과 같이 아름답지 않다는 것을 확인했고, 이 때 둘간의 짧은 언쟁이 오고갔으며, 이 때 이자나미는 매일 인간 천 명의 목숨을 빼앗을 것을 약속하였고 이로 인하여 죽음의 여신으로 자리매김하게 되었다.
또다른 죽음의 신으로는 흔히 염라대왕으로 알려진 '엔마'가 있는데, 이는 힌두교에서의 야마가 중국과 일본으로 건너와 각각 염라(얀루오)와 엔마로 자리잡은 것이다. 중국과 달리, 엔마는 지하세계를 다스린다는 점에서 그리스 신화의 하데스와 유사하며, 죽은 자를 천국과 지옥 중 어느 쪽으로 보낼 것인지를 결정한다고 한다. 참고로, 일본에서 부모가 아이들을 훈계하고 꾸중하는 것은(만화 '도라에몽'에서 진구의 엄마가 진구를 혼낼때의 모습을 보면 쉽게 그 모습을 확인할 수 있다) 인간이 생전에 거짓말을 했을 경우 사후 엔마에 의해 혀가 잘려나갈 것이기 때문이라고 한다.
이외에 시니가미라는 죽음의 신도 존재하는데, 이는 서양의 사신과 흡사한 존재이다. 다만 이는 단일 신이 아닌 복수 명칭이며, 현대 미술 및 소설에서만 등장할 뿐, 고전 설화에서는 등장하지 않는 존재이다.

### 기타 유럽
웨일스인들에게 사신은 안쿠(Angeu, 영국식으로는 Ankou)라는 이름으로 불린다. 이 존재는 검은 후드와 대낫을 든 남성, 혹은 해골로 묘사되며, 수레를 타고 돌아다니며 죽은 자의 영혼을 모은다고 한다.
폴란드에서의 사신은 흔히 알려진 사신의 모습과 대체로 일치하나, 검은 망토가 아닌 흰 망토를 입고 있다는 점이 다르다.
리투아니아인들은 사신을 글리튼(Giltinė)이라 부른다. 글리튼은 길고 푸른 코와 치명적인 독성을 띠는 혀를 가진 못생긴 노파로 묘사된다. 전설에 따르면 글리튼은 원래 젊고 아름다우며, 수다스러운 처녀였으나 7년 간 관 속에 갇히게 된 후 이러한 모습을 띠게 되었다고 한다. 이 죽음의 여신은 삶과 운명의 여신인 라이마와 자매이며, 이 둘의 관계는 시작의 끝의 관계를 상징한다고 한다. 그러나, 이후 리투아니아인들은 흔히 알려진 낫과 망토를 걸친 사신의 이미지를 이후 대신 받아들이게 되었다.

### 시크교
시크교에서의 사신은 숱한 천사들 중 하나이며, 와헤구루라는 신의 종으로 묘사된다. 시크교의 창시자 구루 나나크의 찬송가 일부에서는 "신새벽의 날, 죽음의 천사가 그대의 영혼을 데려갈 것이며 아무도 그대가 어디가 간 것인지 알지 못할 것이다"라는 이야기가 언급된다. 구루 나나크에 따르면, 그 때 죽은 자가 갖고 있던 모든 훌륭한 것들은 천상의 왕국에서 아무런 쓸모가 없을 것이라고 하였다. 또한 시크교의 경전 아디그란트에 언급된 예언에 따르면, 미래에 인류는 죄악에 빠져들 것이며, 신의 말씀은 지구상에서 쓸모없는 것으로 전락할 것이며, 이렇게 되면 신은 사신으로 하여금 지구상에서 인류를 불러모은 뒤 죄인들을 모두 주살하도록 할 것이라고 하였다. 이후 죄가 없어 살아남은 자는 신의 이름을 가슴 깊이 새겨둘 것이라고 주장하였다.

## 같이 보기
- 죽음